# 王集镇 (曹县)
王集镇，是中华人民共和国山東省菏泽市曹县下辖的一个乡镇级行政单位。

## 行政区划
王集镇下辖以下地区：
王集村、季集村、杜庄村、王庄村、吴庄村、梁庙村、徐楼村、张店村、祝花园村、李庄村、邵庄村、韩楼村、王大庙村、郭井村、双铺村、刘菜园村、蒋庄村、梁庄村、袁白庄村、郭庄村、白楼村、杨店村、张庄寨村、丁庄村和苏楼村。